# Anacroneuria tinctilamella
Anacroneuria tinctilamella är en bäcksländeart som beskrevs av Jewett 1959. Anacroneuria tinctilamella ingår i släktet Anacroneuria och familjen jättebäcksländor. Inga underarter finns listade i Catalogue of Life.